# DNA ricombinante in botanica
Questa voce tratta del DNA ricombinante in botanica, e con specifico riferimento alle piante transgeniche.

## Agrobacterium

### Agrobacterium tumefaciens
L'A. tumefaciens è un batterio aerobio Gram negativo che induce tumori nella zona d'infezione, noti col nome di Galla del colletto, cioè della parte di confine tra fusto e radici. Le cellule infette acquisiscono la proprietà di crescere in modo non regolato, e la mantengono anche se il batterio non è più presente; sono perciò vere e proprie cellule tumorali il cui genoma è stato però integrato con porzioni estranee.
Cellule danneggiate di una pianta (per es. da una lesione) liberano fattori (quali ad esempio acetosiringone) che attivano nel batterio i geni vir, responsabili della virulenza, localizzati nel plasmide Ti tumor inducing. Verranno sintetizzate proteine con funzione di fattori di trascrizione.
I plasmidi sono molecole di DNA circolare extracromosomico non strettamente necessari ai batteri, ma che apportano vantaggi. Conferiscono resistenza ad antibiotici, patogenicità, capacità di metabolizzare in nutrienti sostanze insolite, ecc. Sono trasmissibili sia verticalmente da un batterio alla progenie, sia orizzontalmente da batterio a batterio. Nell'ingegneria genetica sono usati come vettori per il trasporto di DNA.
Questo plasmide contiene anche un segmento denominato T-DNA, portante geni per la sintesi di opine, di enzimi che degradano le opine e di fitormoni (auxine e citochinine) responsabili dei sintomi della malattia.
Segmento del plasmide Ti selvatico:
| Geni vir | Left border | T-DNA | T-DNA  | T-DNA  | Right border |
| Geni vir | Left border | Opine | Enzimi | Ormoni | Right border |

La sintesi di opine (derivati di amminoacidi) avviene grazie ad alcuni enzimi codificati dal T-DNA i quali portano alla modificazione di certi amminoacidi che solo il batterio infettante è in grado di metabolizzare come fonte di carbonio e di azoto.
Il T-DNA in seguito alla produzione dei TF (fattori di trascrizione) della virulenza, viene escisso all'altezza delle due sequenze border a monte e a valle del T-DNA stesso, che passa come singolo filamento nella cellula vegetale in un processo simile alla coniugazione batterica. Il plasmide è riparato per replicazione del DNA. Una volta all'interno della cellula, al T-DNA non rimane che entrare nel nucleo e integrarsi col DNA cellulare in un sito casuale all'interno di un promotore genico e fuori da una sequenza codificante, di solito in copie multiple. Questo fa sì che vengono prodotti fitormoni (auxine e citochinine) con vie metaboliche diverse rispetto a quelle utilizzate normalmente dalla pianta e che essa non può controllare; ciò sovverte il metabolismo della cellula mettendola al servizio del suo sofisticato parassita genetico. Inoltre l'eccessiva produzione di fitormoni nelle cellule vegetali infettate causa una crescita abnorme dei tessuti infettati. Ai fini della infezione il T-DNA originario non è importante, infatti i vettori di trasformazione agrobatterici usati in ingegneria genetica vengono detti "disarmati", in quanto il T-DNA originario è sostituito con i geni che si vogliono esprimere in pianta.
Ricapitolando, il processo di infezione si compone di:
1. Chemiotassi e legame iniziale del batterio al sito della lesione;
2. Sviluppo di un ancoraggio solido;
3. Inizio della escissione del T-DNA e del suo impacchettamento con proteine;
4. Costruzione del canale transmembrana;
5. Migrazione del T-DNA nella cellula vegetale;
6. Migrazione del T-DNA nel nucleo, integrazione e trascrizione.

### Agrobacterium rhizogenes
Esiste anche A. rhizogenes, un altro Gram negativo che contiene al posto del plasmide Ti il plasmide Ri, root inducing. Con lo stesso procedimento esso guida le cellule in cui è integrato a differenziarsi in radici, dette hairy roots, radici pelose, anche nelle quali si producono opine. Da radici hairy root indotte dal batterio è stato possibile ottenere, direttamente o più spesso via coltura di tessuti, intere piante transgeniche contenenti il T-DNA trasformante. L'analisi fenotipica di questi individui ha messo in evidenza una serie di modificazioni caratteristiche dette fenotipo hairy roots. Seppure con alcune diversità tra le specie studiate, le piante transgeniche presentano un colore verde più intenso nelle foglie, un'altezza minore per accorciamento degli internodi, perdita della dominanza apicale con maggior sviluppo delle gemme ascellari, accartocciamento fogliare, una accentuata rizogenesi con parziale perdita del geotropismo radicale 2.1, una riduzione della fertilità e della produzione di seme, e in specie bi- e poliennali una riduzione del periodo di vita. Tutto ciò non farebbe certo pensare a una possibile utilizzazione di un gruppo di geni in grado di scatenare alterazioni così negative della pianta.
Il T-DNA di A. rhizogenes, di cui si conosce la sequenza nucleotidica, è composto di 18 open reading frame (ORF), cioè presumibilmente di 18 differenti funzioni geniche, la dissezione delle quali e il loro trasferimento in pianta ha permesso di appurare che il fenotipo hairy root può essere indotto trasferendo nella pianta solo tre dei 18 geni presenti nel T-DNA, in particolare ORF 10, 11, 12 (secondo una definizione genetica rol A, B, C, dove rol sta per root locus) e che l'intensità delle modificazioni è funzione sia del numero di copie del frammento di T-DNA presente sia del livello di espressione dei geni stessi.

### Metodo della cointegrazione
Viste le premesse si è quindi ben pensato di sfruttare queste conoscenze per introdurre un carattere utile in una pianta. Questo metodo è stato sviluppato per evitare i problemi associati alla manipolazione di frammenti di DNA grandi quanto il plasmide Ti. Il T-DNA è stato clonato nel vettore standard pBR322 di E. coli assieme al gene NPT2 (per la resistenza alla kanamicina), al gene AMPr (per la resistenza all'ampicillina) e al gene d'interesse. Il risultato è un plasmide detto integrativo.
Sono semplici operazioni di taglia-cuci attuate con gli enzimi di restrizione adatti, cioè che separano il frammento più piccolo possibile senza toccare il gene utile.
Plasmide integrativo:
```
              -------------------------------------              
              |       |      |      |             |              
--------------| T-DNA | gene | NPT2 |   AMPr      |--------------
|             |       |      |      |             |             |
|             -------------------------------------             |
|                                                               |
-----------------------------------------------------------------

```

Si trasforma il plasmide (che è in provetta) in E.Coli e si selezionano i batteri trasformati con l'ampicillina (e qui ci viene utile il marcatore che dà la resistenza all'ampicillina, pBR322). Si mettono questi a contatto con Agrobacteria intatti, e, in condizioni adatte alla coniugazione, il plasmide ricombinante viene trasferito in Agrobacterium, che avrà ora il suo Ti normale e il plasmide integrativo. Entrambi hanno il frammento T-DNA, le cui sequenze potranno interagire per dare ricombinazione omologa, cioè la fusione del plasmide integrativo, grande circa 5 kilobasi (kb), col più grosso plasmide Ti (200 kb). I plasmidi che non si integrano non si accumulano perché mancano di un'origine di replicazione per Agrobacterium (la cosiddetta oriC in E.Coli). Si selezionano con la kanamicina gli Agrobacteria contenenti il plasmide Ti ricombinato (e qui ci torna utile l'altro marcatore usato, NPT2).
Il sistema è straordinariamente efficiente, fino al 50 % dei protoplasti trattati contiene ed esprime il DNA trasferito dall'Agrobacterium. Quest'alta efficienza di trasformazione ci permette di selezionare e clonare facilmente i protoplasti modificati.

### Sistema binario
È oggi il metodo standard per il trasferimento del T-DNA. Fa uso di due plasmidi, vettore binario e plasmide helper. Il vettore binario è semplicemente un plasmide Ti senza il T-DNA, al posto del quale sono inseriti tra i border destro e sinistro il gene da trasferire nella pianta e un marcatore di selezione. Un altro marcatore è inserito all'esterno dei border per la futura selezione in E. coli. Da notare che questo vettore mantiene l'origine di replicazione per Agrobacterium.
Vettore binario
```
   --------------------------------------------------   ---------------   
   | Marcatore | left   | gene | Marcatore | right  |   |Origine di   |   
---| batterico | border |      | per calli | border |---|replicazione |---
|  |           |        |      |           |        |   |             |  |
|  --------------------------------------------------   ---------------  |
|                                                                        |
--------------------------------------------------------------------------

```

Il plasmide helper è un plasmide Ti senza il T-DNA ma con ancora i geni vir. Il vettore binario è trasformato in E. coli, dopo selezione i trasformanti sono fatti coniugare con un ceppo di Agrobacterium contenente il plasmide helper ma non il Ti. In questo modo, in seguito all'attivazione da parte di una pianta ferita, le proteine dei geni vir (del plasmide helper) traslocano il frammento di DNA tra i due border (del vettore binario) nella cellula vegetale. Il vettore binario, cioè il plasmide contenente il DNA da trasferire, è mantenuto come vettore che si replica separatamente in Agrobacterium; in ciò sta la differenza col metodo della cointegrazione.

### Tecnica dei dischi fogliari
Non è facile far crescere piante intere a partire da protoplasti, anche per le specie più adatte. Un miglioramento lo si ebbe con questa tecnica, visto che le foglie sono una buona fonte di cellule rigeneranti. Si ritagliano piccole forme a disco dalle foglie, i cui margini sono prontamente infettati se si inocula con Agrobacteria. I dischi sono poi trasferiti su carta da filtro posta sopra cellule nutrici che producono fattori di crescita. Dopo 2-3 giorni di coltura si trasferisce in terreno stimolatore di germogli (citochinine) dove le cellule che recano il plasmide sono selezionate grazie a un marcatore (antibiotico). Per non correre il rischio di diffondere Agrobacteria ricombinanti nell'ambiente si aggiunge alla coltura un antibiotico  come il cefotaxima che uccide il batterio.
I germogli si sviluppano in poche settimane, si trasferiscono quindi in terreno che induce la formazione delle radici (auxine). L'intero processo prende da 4 a 7 settimane ed è applicabile a un'ampia varietà di dicotiledoni.

### Marcatori di selezione
I Geni reporter ci forniscono supporto nel visualizzare le cellule trasformate. Il gene di E. coli per l'enzima β-glucuronidasi (GUS) viene spesso affiancato al DNA da trasfettare alle piante perché esse hanno livelli inapprezzabili di quest'enzima. Quando cellule che esprimono il GUS sono incubate con X-glucuronide, si produce una colorazione blu individuabile con metodi istochimici. Oppure se si usa un substrato differente, il GUS può essere misurato quantitativamente con un fluorimetro. Unico svantaggio è che le cellule devono essere uccise per l'analisi istochimica. Altrimenti, usando il gene della luciferasi come gene reporter, all'aggiunta di adenosintrifosfato (ATP) e luciferina nel terreno di coltura viene prodotta luce, rilevabile anche per mezzo di un film fotografico. Spesso, quando si è già certi di un metodo e non c'è bisogno di confermare l'avvenuta trasformazione, si usano antibiotici in modo da eliminare direttamente le cellule non trasformate.

## Uso di virus
I virus sarebbero la soluzione ideale per trasferire del DNA a tutte le cellule di una pianta adulta, visto che si sono adattati nell'evoluzione a fare proprio questo, ma la quasi totalità dei virus vegetali sono a RNA. Solo due classi di virus contenenti DNA sono note, il virus del Mosaico del cavolfiore (caulimovirus) e i Geminvirus. Il caulimovirus ha una molecola circolare di DNA di piccole dimensioni, si diffonde nella pianta attraverso il sistema vascolare e non può esser trasmesso attraverso i semi. L'ultima caratteristica è molto interessante perché permette di controllare la diffusione dei geni nuovi, ma il virus del mosaico del cavolfiore ha due grandi svantaggi, infetta solo qualche pianta della famiglia del cavolfiore ed è in grado di trasportare nel suo capside solo brevi sequenze di DNA (300-400 basi). I geminivirus hanno genomi fatti da due molecole a singola elica di DNA, ciascuna delle quali passa attraverso una forma replicativa a doppia elica. La molecola A da sola è capace di replicarsi nelle cellule della pianta, ma per l'infettività è richiesta la molecola B. Poiché il DNA replicativo a doppia elica (molecola A) è infettivo anche in assenza del rivestimento proteico, molte delle regioni che codificano proteine di rivestimento possono venir eliminate per far luogo a un transgene. Il DNA A può quindi esser inserito fra le sequenze border del T-DNA, e così il DNA B fra altri border, per costituire il vettore binario, che verrà usato nel sistema binario.

## Altro

### Trasformazione diretta
La sorte di un acido nucleico introdotto come tale in una cellula è quella di esser rapidamente degradato enzimaticamente. Qualche cellula, detta cellula competente, è in condizioni particolari e accetta l'integrazione del DNA estraneo nel genoma. Il principale vantaggio è che richiede poca manipolazione del DNA, ma ha una frequenza di trasformazione a tutt'oggi piuttosto bassa, circa l'1%.

### Microiniezione
Manovrando un sottilissimo ago di vetro con meccanismi che permettono spostamenti minimali e lavorando costantemente al microscopio è possibile perforare la membrana di una cellula senza ucciderla e iniettarvi piccole quantità di DNA. La microiniezione può scavalcare i problemi legati all'uso dei protoplasti e delle colture in vitro con le monocotiledoni importanti per l'agricoltura. In teoria basterebbe iniettare il gene nel polline e impiantare questo nell'ovario della specie per ottenere il seme transgenico e quindi la pianta.

### Bombardamento
Il DNA può esser precipitato con CaCl2 su sfere di tungsteno (o di oro) di 1 µm di diametro e sparato con un cannone speciale su vari bersagli alla velocità di circa 430 m/s. Il cannone e la camera del campione devono essere sottovuoto 2.2 altrimenti la resistenza dell'aria rallenta i microproiettili. I bersagli finora usati sono colture in sospensione di cellule embrionali piastrate su filtri, foglie intatte e chicchi di mais. Le cellule situate nella traiettoria diretta di tiro vengono uccise, ma c'è una zona concentrica in cui i proiettili penetrano senza uccidere la cellula. L'analisi con vettore GUS ha dimostrato che le particelle penetrano nel mesofillo delle foglie attraversando l'epidermide. Un importante risultato è stato ottenuto con questa tecnica nel rendere resistente a un erbicida (PPT, fosfinotricina) cellule embriogeniche di mais.

### Test finali
Arrivati al punto in cui si è riusciti a far crescere una pianta transgenica occorre fare dei test per valutare:
1. L'attività del gene introdotto;
2. L'ereditabilità del gene;
3. Effetti non previsti su crescita della pianta, qualità, ecc.

Se una varietà transgenica passa questi test, molto probabilmente non sarà comunque coltivata, ma sottoposta a una serie di incroci per ottenere ancora varietà migliori. Questo perché le poche varietà di una specie che possono essere efficientemente trasformate, generalmente non possiedono tutte quelle qualità richieste dal produttore e dal consumatore. Per cui la pianta transgenica è sottoposta a ripetuti incroci con una pianta di una varietà migliore al fine di recuperare il più possibile del genoma di quest'ultima con in più il transgene. Il passo successivo è rappresentato dai test per valutare le prestazioni della pianta transgenica negli anni e nei diversi ambienti in cui sarà coltivata, quali il campo o la serra. Questa fase include anche la valutazione degli effetti sull'ambiente e della sicurezza dell'alimento.
La lista è largamente incompleta, anche perché non è ancor del tutto conosciuta; Per inquadrare meglio l'argomento possiamo dire che gli incroci convenzionali chiamano in causa l'organismo intero, le tecniche di propagazione clonale si rivolgono alle cellule, l'ingegneria genetica manipola la molecola di DNA.